# Saint-Michel-de-Maurienne
Saint-Michel-de-Maurienne, literalmente São Miguel da Maurienne,  é uma comuna francesa situada no departamento da Saboia, na região de Auvérnia-Ródano-Alpes
Situada em pleno centro do vale de Maurienne, Saint-Michel-de-Maurienne estende-se de norte a sul e é atravessada pelo rio Arc. A norte fica a localidade de Saint-Michel-d'Arc, e perto para sul, encontra-se o mítico colo do Tour de France, o colo do Galibier que se dirige para a antiga região francesa do Dauphiné, e logo para a Alta-Saboia
Esta localidade não deve ser confundida com a de Saint-Jean-de-Maurienne que é a capital da Arrondissement e de Cantão de Saint-Jean-de-Maurienne.